# Миргородська калюжа

Успенський Собор на фоні Миргородської калюжі

Штучний ставок який знаходиться на території Полтавської області в місті Миргород біля Успенської церкви.

## Історія
В 2008 році було заплановано встановлення ставку на території миргородкурорту
В 2009 було закінчено роботи з ставком та з облаштуванням набережної до 200 дня народження Миколи Гоголя
Ставок названий в честь повісті М.Гоголя «Як посварився Іван Іванович з Іваном Никифоровичем» та однойменного ставка в ній
1. ↑  Ставок «Миргородська калюжа», Миргород. UA.IGotoWorld.com (Укр) . Процитовано 14 вересня 2023.

## Пам'ятники

Пам'ятник Пузатому Пацюку

Пам'ятник М.Гоголю